# Ionuț Bădescu
Ionuț Bădescu (Câmpulung, 25 gennaio 1978) è un ex calciatore rumeno, di ruolo centrocampista.